# Juli Francesc de Saxònia-Lauenburg
Juli Francesc de Saxònia-Lauenburg - Julius Franz von Sachsen-Lauenburg (alemany) - (Praga, 16 de setembre de 1641 - Reichstadt, 30 de setembre de 1689) fou un noble alemany, fill del duc Juli Enric (1586-1665) i de la seva tercera dona Anna Magdalena de Lobkowicz (1609-1668).
El seu pare havia ampliat les seves propietats a l'entorn de Ploschkowitz i de Schlackenwerth, a Bohèmia, i Juli Francesc va heretar, a més, propietats de la seva mare també natural de Bohèmia, de manera que els ducs de Saxònia-Lauenburg formaven part de la noblesa bohèmia.
En no tenir descendència masculina Juli Francesc va adaptar la legislació vigent per tal de preveure la successió femenina a Saxònia-Lauenburg. Amb la seva mort, la línia de Lauenburg de la Casa de Ascània s'havia extingit en la línia masculina. Així que les seves dues filles  Anna Maria i Sibil·la Augusta van lluitar per la successió enfront de les pretensions de la cosina de Juli Francesc, Carlota Elionor. Això va ser aprofitat pel veí duc de Brunsvic-Lüneburg, Jordi Guillem, que va envair amb les seves tropes el territori de Saxònia-Lauenburg.
En el conflicte s'hi van veure involucrats els ducats de Mecklenburg-Schwerin i el danès de Holstein, així com el principat d'Anhalt, l'electorat de Saxònia i el de Brandenburg. L'any 1728, l'emperador  Carles VI va sentenciar que el ducat de Saxònia-Lauenburg seria repartit i les filles de Juli Francesc, tot i no renunciar mai als seus drets es van haver d'exiliar a Ploschkowitz.

## Matrimoni i fills
El 9 d'abril de 1668 es va casar a Sulzbach amb Maria Hedwig de Sulzbach (1650-1681), filla del comte Cristià August (1622-1708) i d'Amàlia de Nassau-Siegen (1615-1669). El matrimoni va tenir tres filles: 
- Maria Anna (1670-1671)
- Anna Maria (1672-1741), casada primer amb Felip Guillem de Neuburg (1668-1693), i després amb el gran duc Joan Gastó de Mèdici (1671-1737).
- Sibil·la Augusta (1675-1733), casada amb Lluís Guillem de Baden-Baden (1655-1707).